# 美德法理学
美德法理学（virtue jurisprudence）在法哲学中指的是与美德伦理学（virtue ethics）有关的法律理论。通过将美德（aretaic）引入法律理论，美德法理学聚焦于品质和人类卓越之处或美德对法律的性质、法律的内容，以及司法的重要作用。

## 美德法理学所包含的主题
美德法理学主要包括以下主题：
1. 美德伦理学对立法之适当目的的解读有重大意义。如果法律的目标是使公民富于德性（而不是效用最大化或一系列道德权利的实现），那么，对于法律的内容而言，其蕴涵是什么呢？
2. 美德伦理学对法律伦理学有重大意义。目前法律伦理学研究的重点在于义务论道德理论（deontological moral theory），即对当事人的义务和对当事人自治的尊重，这种义务论进路表现在对律师、法官和立法者的职业行为已经制定的各种法典当中。
3. 正义美德的阐释（特别是亚里士多德和阿奎那的自然正义理论）对自然法学家和法律实证主义者关于法律性质的争论有重大意义。
4. 以美德为中心的司法理论，它描述了为法官所需要的特有美德。

## 司法美德理论

### 司法美德
美德法理学最为成熟的方面是其司法的独特理论。以美德为中心的司法理论提出了一种成为好法官必备的品质或美德的阐述。其中包括：（1）司法适度（judicial temperance），（2）司法勇气（judicial courage），（3）司法品性（judicial temperament），（4）司法智能（judicial intelligence），（5）司法智慧（judicial wisdom），以及（6）正义。虽然每一种司法理论都可能包含司法美德的某些描述，但是，以美德为中心的司法理论则提出了司法美德是中心的独特主张，即它们有着基本解释性和规范性的意义。

### 对以美德为中心的司法理论的评论
许多对以美德为中心的司法理论的评论，是与那些在美德伦理学辩论语境中提出的评论相类似的。其中包括：
1. 指责美德法理学并没有对司法判决的做出提供充分的指引。“像有德性的法官那样去做！”这一公式对那些普通的法官并没有什么指示作用。
2. 认为美德法理学需要对法官能力的过度信赖。在民主社会中，法律判决的正确与否应当按照对所有公民公开，并容易被其理解的标准来决定。

## 作为法律之适当目的的美德
亚里士多德认为，促进美德之教诲是法律的适当目的。阿奎那认为，真正的法律（它是理性的）能够通过被那些已经拥有足够的美德去把握法律目的的人内在化而教授美德。即使是那些尚未达到这一美德水平的人，也能够被强迫遵守法律，而这可以使得他们变得更有德性。
这一观点的当代重申出现在罗伯特·乔治（Robert George）的著作中。在他的著作《Making Men Moral》中，乔治对法律之适当目的是促进美德，并反对法律的目的是保护权利的相反观念进行了论证。

## 西方传统以外的法律和美德
“美德法理学”一词通常被用于当代西方法律哲学思想的语境当中。然而，在其它知识传统中，关于法律和美德之间的关系，也存在着重要的思想。儒家关于美德的思想便是一个例证。在《论语》（Analects）中，孔子指出，在一个有德之民组成的社会里，法官、法律或法学是不需要的，因为人们能够自己解决社会纠纷。因此，可以说，美德观念是与法律观念相反对的。
有人认为，即使有德之民也可能对法律适用产生分歧，特别是当他们自己的利益或价值定向（ideological commitment）受到威胁的时候。然而，这种论证对于传统和现代中国的政治思想都是相当陌生的。中国的政治理论倾向于认为，真正的德性对于殉道是无私的，他们不会考虑到自己的个人利益，德性能够超越意识形态。同时，传统中国政治思想认为，那些有着绝对美德的人在历史上是极其罕见的，大多数人，包括皇帝及其臣僚，既易于出现腐败，又易于产生错误。因此，存在这样一种信念，即法律，更确切的说，政府，有着应付不完美的世界和不完美的民众的不幸的必要性。
美德教诲是立法的适当目的这种观点，与传统中国关于该主题的思想——认为法律的存在是因为人民缺乏德性——显然是有着巨大差异的。儒家思想对法律或外在压力的促进人们道德的能力并没有什么信赖，毋宁说，它信赖的是，美德必须来自于反省和教化。